# 迷失之刃
《迷失之刃》，是德國獨立遊戲工作室Point Blank Games開發，505遊戲公司於2023年4月20日，在Xbox Series X/S、PlayStation 5、Epic遊戲商城、Steam平台發行的動作角色扮演遊戲。

## 外部連結
- 《迷失之刃》官方網站 （页面存档备份，存于）
- 迷失之刃的Facebook專頁
- 迷失之刃的X（前Twitter）
- 迷失之刃的Instagram帳戶
- YouTube上的迷失之刃播放列表
- YouTube上的迷失之刃頻道